# Helix Bridge
Le Helix Bridge, officiellement The Helix,  et précédemment connu sous le nom de Double Helix Bridge, est un pont piétonnier reliant Marina Center à Marina South dans la région de Marina Bay à Singapour. Il est situé à côté du Benjamin Sheares Bridge et est accompagné d'un pont routier, connu sous le nom de Bayfront Bridge. Il a été officiellement ouvert le 24 avril 2010; cependant, une seule moitié était accessible en raison de la construction en cours au Marina Bay Sands. Le pont entier a été ouvert le 18 juillet 2010 pour compléter la voie piétonne autour de Marina Bay.   

## Conception
Le pont comprend deux structures hélicoïdales qui agissent ensemble comme une poutre tubulaire pour résister aux charges de conception. Cette arrangement a été inspirée par la forme de la structure d'ADN. Les deux éléments en spirale sont maintenus par une série d'entretoises, ainsi que par des anneaux de renforcement, pour former une structure rigide. Cette disposition est solide et idéale pour la forme incurvée. Le pont en acier inoxydable est rencontré par des culées en béton de chaque côté. 

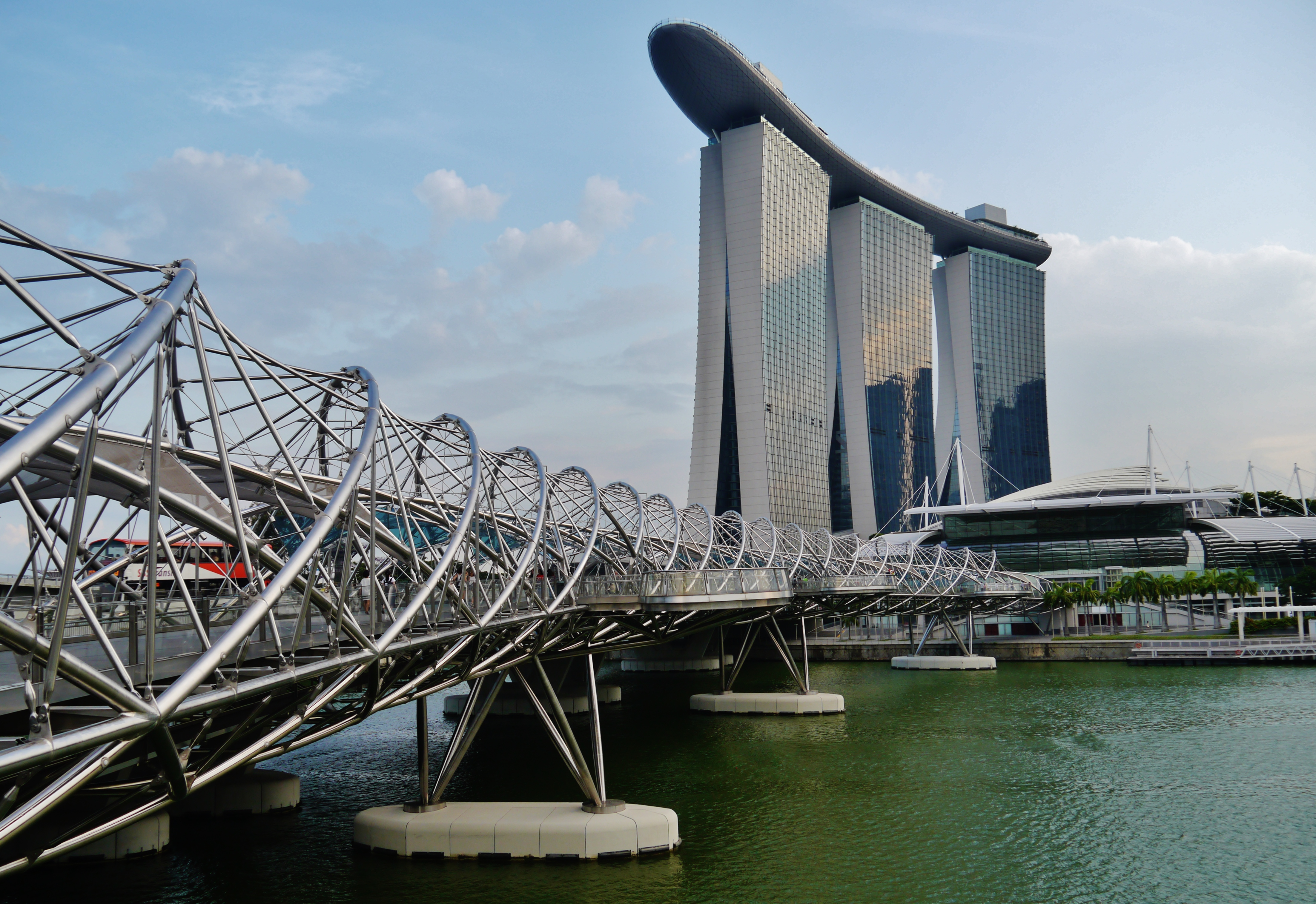
La structure inspirée de l'ADN du Helix Bridge.

## Construction
Le Helix Bridge est fabriqué à partir d'environ 650 tonnes d'acier duplex et de 1 000 tonnes d'acier au carbone utilisées dans la structure temporaire et aidant également le pont à obtenir la forme d'hélice.